# Талантов, Борис Владимирович
Бори́с Влади́мирович Тала́нтов (13 (26) апреля 1903, село Воздвиженское, Ветлужский уезд, Костромская губерния — 4 января 1971, Киров) — советский преподаватель, участник диссидентского движения в СССР, церковный публицист, политзаключённый. Крупнейший диссидент в советском Кирове.

## Биография
Родился 13 апреля 1903 года в селе Воздвиженское Ветлужского уезда Костромской губернии (ныне деревня Притыкино Пыщугского района Костромской области) в семье сельского священника. Его отец и брат погибли в лагерях, сам он подвергался преследованиям из-за происхождения. В 1923 году закончил Константиновский межевой институт Заочно окончил механико-математический факультет Московского университета.
С 1934 по 1954 год работал преподавателем математики, астрономии и картографии в Кировском педагогическом институте.
Начиная с 1943 года, Талантов стал вести дневники, которые изготовлял сам из старых контурных карт и переплетал. Каждый размером был с маленькую, но толстую записную книжку, и рассчитан на один год.
В 1951 году окончил вечерний университет марксизма-ленинизма при городском комитете КПСС с тем, чтобы лучше разбираться в идеологии атеизма. Позже он писал: «Всю свою жизнь я стремился к единственной цели — познать истину. Для этого изучил… многие науки, философию и атеистическую литературу… и пришел к твердому убеждению, что полная и непреложная истина находится только в учении Христианской Православной Церкви».
В 1954 году был впервые уволен с работы за религиозные убеждения. В 1958 году — вторично, за посланную в «Правду» статью с протестом против произвола и беззаконий советской власти (сталинской эпохи). Позднее трудился в Кировском энергетическом институте, из которого также был уволен за свою правозащитную деятельность. Находился на пенсии.
Анатолий Краснов-Левитин в книге «Родной простор» так описал Бориса Талантова: «Наружность Бориса Владимировича была на редкость простой. Маленький, сухенький, с жиденькой бороденкой, одетый в затрапезный архалук. Кто бы мог подумать, что под этой простой наружностью скрывается талантливейший математик, а также стойкий борец за веру, за Церковь и эрудированнейший человек».
В конце 50-х-начале 60-х годов XX века составил Проект церковной реформы в духе постановлений Поместного Собора 1917—1918 годов.
В 1959 году пишет письмо «Вопросы Преосвященному Поликарпу…» В нём он обращается к управляющему епархией, а через него и к патриарху с рядом вопросов, выражая недоумение бездействием священнослужителей в ситуации начавшегося наступления на церковь со стороны государства.
В 1960 году Борис Талантов направил письмо в журнал «Наука и религия», в котором выступил с критикой антирелигиозной пропаганды. В письме Николаю Эшлиману и Глебу Якунину от 26 июля 1966 года сообщал: «Я начал открыто бороться с нечестием в Русской Православной Церкви с 1961 года».
В 1963 году написал открытое письмо в «Известия» с протестом против массового разрушения памятников религиозного зодчества в Кировской области.
В том же году он направил в «Известия» очередную статью «Советское государство и Христианская религия», которая не была опубликована. Год спустя в самиздате была распространена статья Талантова «Сергиевщина или приспособленчество к атеизму (Иродова закваска)», в которой он утверждал, что «ложью нельзя защищать Церковь», и что приспособленчество способствовало потере подлинной свободы совести и превращению церковного управления (то есть Московской патриархии) в послушное орудие атеистической власти. Кризис, в котором находится Патриархия, по мнению Талантова, стал следствием политики митрополита Сергия. Статья была опубликована в газете «Новое русское слово» 28 июня 1972 года.
Как писал о Борисе Талантове в книге «Родной простор» Анатолий Краснов-Левитин: «Испытал на себе всю тяжесть провинциального произвола: его травили в местной газете, печатали о нём клеветнические фельетоны, вызывали в различные инстанции для „воздействия“ и „увещеваний“ и грозили; мотали нервы, хотели запугать, поставить на колени, заставить отречься от своих убеждений, прекратить свою деятельность, но в этом тихом, кротком старичке оказалась железная воля, титаническая энергия и (что самое главное) большое сердце. Все попытки запугать старика оказались тщетными, — он выстоял, он не сдался».
В ноябре 1965 года написал второе письмо епископу Поликарпу, который ещё в 1962 году был переведён на Архангельскую епархию. В отличие от первого письма второе попадает к адресату и имеет другую направленность. Автор делится своим беспокойством по поводу происходящей несправедливости и незаконных действий со стороны епископа Кировского и Слободского Иоанна и ищет у епископа Поликарпа поддержки. В этом письме Борис Талантов выражает свою уверенность в том, что «все мыслящие и твердые верующие не должны спокойно взирать на то, как обманом злые делатели разрушают Церковь Христову». Обращаясь к епископу Поликарпу, Борис Владимирович пишет: «Необходимо, прежде всего, объединить всех верующих. Мы должны знать друг друга и знать тех архипастырей, которые ещё остались верными Христу. Эту цель и преследует настоящее письмо. <…> Наступает время кризиса церковной жизни, и каждый истинно верующий человек по мере своих сил должен потрудиться на благо Церкви, на укрепление веры евангельской».
Стал автором и инициатором «Открытого письма верующих Кировской (Вятской) епархии патриарху Алексию и всем верующим Русской Церкви», которое было оглашено на британской радиостанции BBC в июле 1966 года. Несмотря на свою критику «сергианства», оставаясь верным членом Русской православной церкви, никогда не призывал создавать параллельные церковные структуры или уходить в секты. Митрополит Никодим (Ротов), находясь в Лондоне, ответил журналистам, что письмо вятских верующих анонимно, реагировать на него не следует, а Церковь в СССР никаких притеснений не испытывает.
Трудился над обширной книгой под рабочим названием «Наука, материализм и христианская вера», сохранившейся в черновиках.
12 июня 1969 года был арестован и затем находился в одиночной камере кировской тюрьмы. 1—3 сентября того же года состоялся суд, на котором «за клевету на советское государство» он был приговорён к двум годам заключения. В последнем слове на суде Борис Талантов подтвердил свою верность Церкви. Затем простился с родными и друзьями, поскольку по состоянию здоровья и возрасту ожидал, что не переживёт заключения. Умер в тюремной больнице от сердечного приступа. За месяц до смерти писал: «Я бодр духом и с благодарностью принимаю от Бога все горькие испытания». Тело его было отдано его родным, он был отпет при большом стечении народа в соборе города Кирова и похоронен на Новомакарьевском кладбище.

## Оценка деятельности Талантова
В 1981 году имя Бориса Талантова было внесено в черновой поимённый список новомученников исповедников российских при подготовке канонизации, совершённой РПЦЗ. Список был издан в конце 1990-х годов.
В Кирове о судьбе земляка впервые поведала в конце 1980-х уличная стенгазета неформалов «Трибуна». В 2000-е годы, получив рукопись Талантова, темой заинтересовался доцент кафедры отечественной истории ВятГГУ Евгений Останин. Он нашёл знавших Талантова людей (в их числе сын Глеб), съездил за материалами в Оксфорд (Англия), собрал богатейший архив.
Митрополит Вятский и Слободской Хрисанф (Чепиль) отзывался о Талантове, как о «сильном духом истинном православном, которого в будущем следует причислить к лику святых».
В 2011 году в год 40-летия кончины Бориса Талантова Евгений Останин сетовал: «Как только о нём заходит речь, все выражают единодушное восхищение, одобрение, уважение, всё, что угодно. А как дело доходит до реализации его мыслей, конкретных его предложений, тут начинаются всякие заминки, оговорки, уловки или уходы в сторону. Так что даже спустя почти 40 лет после смерти Талантов всё равно остается очень не удобной фигурой для многих».
28 апреля 2013 года в актовом зале Серафимовского собора состоялось заседание церковно-исторического клуба, организованное миссионерским отделом Вятской епархии, посвящённое 110-летию со дня рождения Бориса Владимировича Талантова. Во время обсуждения не раз говорилось о важности издания монографии, посвящённой Б. В. Талантову, в которой нужно опубликовать все выявленные Е. С. Останиным документы. Также была высказана идея: в год 110-летия рождения Бориса Владимировича Талантова открыть в г. Вятке памятную доску.

## Публикации
- «Сергиевщина или Приспособленчество к атеизму (Иродова закваска)» (распространялась через самиздат)
- «Бедственное положение Православной Церкви в Кировской области и роль Московской Патриархии» (распространялась через самиздат)
- Фрагмент открытого письма Бориса Талантова от 10 ноября 1966 года // Вестник РСХД. — 1967. — № 83 (I).
- Жалоба Генеральному прокурору СССР от гр. Талантова Бориса Владимировича 26 апреля 1968 г. // Вестник РСХД. — 1968. — № 89-90 (III—IV) — С. 49-68
- Ответ верующего на статью «Куда идут деньги верующих» // Собрание документов самиздата, т. 11, АС № 703. Б-ка Музея и общественного центра «Мир, прогресс, права человека» имени Андрея Сахарова. С. 14.
- Дневники, 1943—1945, 1947 гг. Тюремная переписка, 1969—1970 гг.: — Киров (Вятка) : Радуга-Пресс, 2015. — 358 с. : ил., портр., факс.; 21 см. — (Документы советской эпохи).; ISBN 978-5-9906731-0-6 : 250 экз.
- Вопросы мученика Бориса Талантова Преосвященному Поликарпу, епископу Кировскому и Слободскому / Публ. Е. С. Останина. // Церковно-исторический вестник № 22-23. 2015—2016. — М. 2021. — С. 21 — 30